# 王苏江
王苏江（1932年2月20日—），女，山东黄县人，中国电影演员、上海电影制片厂编剧，曾任中国电影家协会理事、上海电影家协会理事。1946年参加山东省人民文工团，随团经历的四年战争岁月中参演《改邪归正》、《支援前线》等多部剧目。1950年入山东大学艺术系学习。1952年加入上海电影制片厂任演员，曾参演《三年》、《今天我休息》、《万紫千红总是春》等影片，并在话剧《家》、《骆驼祥子》中担任角色。1958年编写电影《好孩子》，影片被选为国庆十周年十部献礼片之一。1960年正式转行为编剧。1962年与田稼（王苏江的丈夫）合作编写话剧《青春谣》。1964年参加大型艺术纪录片《大庆战歌》制作。文化大革命结束后改编话剧《暴风雪中的烈火》（因特殊原因未拍摄），改编《燕儿窝之夜》、创作《花生阿狗》等电视剧，播放后均获奖。任电视连续剧《铁道游击队》监制。并先后撰写《船长》、《上海电影界文革大冤案》、《曼哈顿与印第安人》、《活地图》等文章。